# Cap de l'Albinos
Cap de l'Albinos är en udde i Antarktis. Den ligger i Östantarktis. Frankrike gör anspråk på området.
Terrängen inåt land är platt åt sydost, men åt sydväst är den kuperad. Havet är nära Cap de l'Albinos norrut. Trakten är glest befolkad. Närmaste befolkade plats är Dumont d'Urville Station, 0,61 kilometer väster om Cap de l'Albinos.